# Sheldon Riley
Sheldon Riley (né Sheldon Hernandez le 14 mars 1999 à Sydney en Australie), est un chanteur australien.

Il représente l'Australie au Concours Eurovision de la chanson 2022 avec sa chanson Not the Same.

## Jeunesse
Sheldon Hernandez naît le 14 mars 1999 à Sydney, d'une mère australienne et d'un père philippin. Il a une sœur, avec qui il grandit à Gold Coast,.

## Carrière

### De 2016 à 2020: télé-crochets
En 2016, Sheldon participe sous son nom de naissance, Sheldon Hernandez, à la huitième saison de l'émission de télé-crochet australienne The X Factor. À l'origine participant dans la catégorie des solistes de 14 à 21 ans, coachée par Adam Lambert, il se fait éliminer, puis repêcher par Iggy Azalea qui lui propose d'intégrer le boys band Time and Place, composé d'artistes éliminés. Le groupe finit par se faire éliminer à l'issue du premier show en direct.
En 2018, il participe à The Voice Australie. Lors des auditions à l'aveugle, il interprète Do You Really Want to Hurt Me de Culture Club, faisant se retourner les quatre coaches. Il choisit Boy George comme coach, et va jusqu'en finale, où il atteint la troisième place.

Immédiatement après la finale, il sort son single Fire avec la maison de disques Universal Music Australia.
En 2019, il participe à l'édition all-stars de The Voice Australie, où il rejoint l'équipe de Delta Goodrem, qui l'emmène jusqu'en demi-finale.
En 2020, il participe à la quinzième saison d'America's Got Talent. Il est éliminé en quarts de finale.

### Depuis 2021: Eurovision
Le 26 novembre 2021, Sheldon Riley a été annoncé comme faisant partie des onze participants à Eurovision − Australia Decides, la sélection nationale australienne pour l'Eurovision 2022. Sa chanson, initulée Not the Same, sort le 15 février 2022.

Le 26 février, il remporte la sélection, totalisant 100 points (50 de la part du jury et 50 de la part du public, correspondant à une deuxième place dans les deux classements). Il devient par conséquent le représentant australien pour le Concours Eurovision de la chanson 2022, qui a lieu à Turin en Italie, avec sa chanson Not the Same.

#### À l'Eurovision
Sheldon participe à la seconde demi-finale, le jeudi 12 mai 2022, et se qualifie, terminant à la deuxième place avec 243 points. Il participe donc également à la finale du samedi 14, et se classe quinzième sur les vingt-cinq finalistes, avec un total de 125 points.

## Vie privée
Sheldon est ouvertement gay et est en couple depuis 2019 avec Zachery Tomlinson. Le syndrome d'Asperger, une forme d'autisme, lui a été diagnostiqué à l'âge de six ans. Il réside actuellement à Melbourne.